# 弗基里納
35°39′50″N 7°17′55″E / 35.66389°N 7.29861°E
弗基里納（阿拉伯语：‎），是阿爾及利亞的城鎮，位於該國東北部，由烏姆布瓦吉省負責管轄，是弗基里納區的首府，面積344平方公里，2008年人口12,318，人口密度每平方公里36人。